# Hemicordulia tau
Espèce
Statut de conservation UICN

 LC : Préoccupation mineure
Répartition géographique
Hemicordulia tau est une espèce de libellules australiennes de la famille des Corduliidae,. Les Corduliidae sont la seule famille qui ne soit pas un clade au sein du sous-ordre des Anisoptères. L'espèce a été décrite pour la première fois par Edmond de Sélys Longchamps en 1871.

## Description

### Adultes
Hemicordulia tau est une libellule noire et jaune de taille moyenne (environ 50 mm de long) avec de longues pattes,. Comme les autres espèces de libellules et d'éphémères, H. tau a les muscles de vol attachés directement aux ailes ; chez les mâles et les femelles, le bord intérieur de l'aile postérieure est arrondi. Le 7e tergite abdominal est tout noir sur le dessus et jaunâtre sur les côtés. Le dessus du front est jaune avec une marque foncée en forme de T. La largeur de la tête est directement proportionnelle à la longueur du corps.
Presque toute la tête des libellule est couverte par leurs yeux composés, ce qui leur donne une vision incroyable qui couvre presque tous les angles sauf juste derrière elles. L'œil composé d'H. tau  est particulièrement grand et bien développé avec deux régions principales, l'œil dorsal et l'œil ventral. L'œil dorsal est principalement sensible à la lumière de courte longueur d'onde, tandis que l'œil ventral possède 3 types spectraux de photorécepteurs, ou plus.

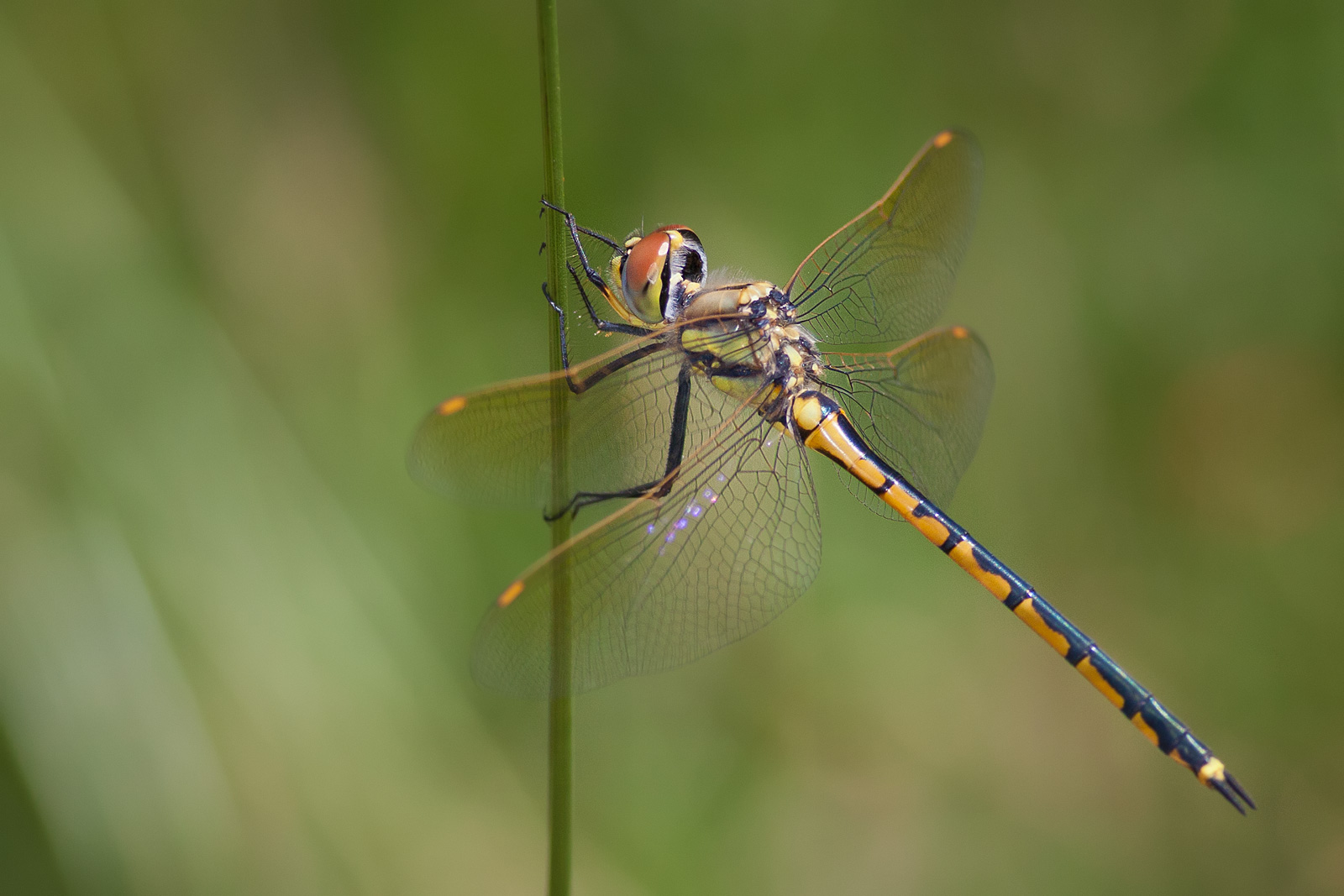
Femelle H. tau

### Stades larvaires
La durée de chaque stade larvaire de H. tau peut diminuer avec l'augmentation de la température de l'eau où elle vit. Elle est capable de passer de l'œuf à l'adulte en moins de 6 semaines. Les larves atteignent une longueur totale de 22 à 24 mm. Aucune épine abdominale médio-dorsale n'est présente, contrairement aux autres Hemicordulia, mais des bosses peuvent être présentes sur les segments 4 à 9 et les épines latérales sont très petites. Les larves ont un labium en forme de louche avec des soies prémentales et palpales, et des dentelures palpales bien développées portant des groupes de soies. Leur prémentum a une rainure ventro-basale distincte.
Une analyse des fréquences de la largeur de la tête d'échantillons prélevés en Nouvelle-Galles du Sud dans le lac Eucumbene (en) suggère que le cycle biologique d'H. tau comporte au moins 9 stades, mais le nombre de stades larvaires varie entre les différentes espèces d'Odonates, et même au sein de chaque espèce.

## Écologie
H. tau est présente dans toutes les régions d'Australie à l'exception du nord du Queensland et du nord-ouest de l'Australie occidentale. C'est l'une des libellules les plus abondantes d'Australie. Elle est considérée comme une libellule de région sèche, habitant souvent l'intérieur aride du continent. Les adultes vagabondent et se reproduisent en utilisant l'habitat de façon très opportuniste.
Outre des rivières, des lacs et des marécages, H. tau a la capacité de se reproduire dans des eaux temporaires en raison de ses courts stades larvaires. Les larves ont un coefficient de croissance thermique élevé et les détails de leur cycle biologique peuvent varier selon leur emplacement. Elles sont capables de tolérer les températures élevées rencontrées dans les étangs temporaires peu profonds. La capacité d'H. tau à utiliser les eaux temporaires et à réduire la durée de sa vie larvaire avec l'augmentation de la température contribue à son abondance et à sa large distribution. Elles sont également capables d'hiverner dans des refuges permanents froids et ont été observées dans des eaux de salinité comprise entre 7,8 et 13,9 g/L (eau saumâtre).
Les larves d’H. tau, comme celles d'autres espèces d'Odonates, sont associées à une eau propre et il a été suggéré qu'elles pourraient être surveillées pour détecter les changements de la qualité de l'eau,. L'habitat larvaire est généralement constitué de feuilles mortes et de mauvaises herbes. Comme de nombreuses larves aquatiques, elles ont besoin d'un chicot dépassant de la surface de l'eau pour leur nymphose finale.
Leurs prédateurs sont surtout les poissons  et les oiseaux.

## État de conservation
Hemicordulia tau est classée comme espèce de préoccupation mineure dans la liste rouge des espèces menacées de l'Union internationale pour la conservation de la nature (UICN). L'évolution de ses la population est inconnue et aucune mesure de conservation n'est recommandée.

## Galerie

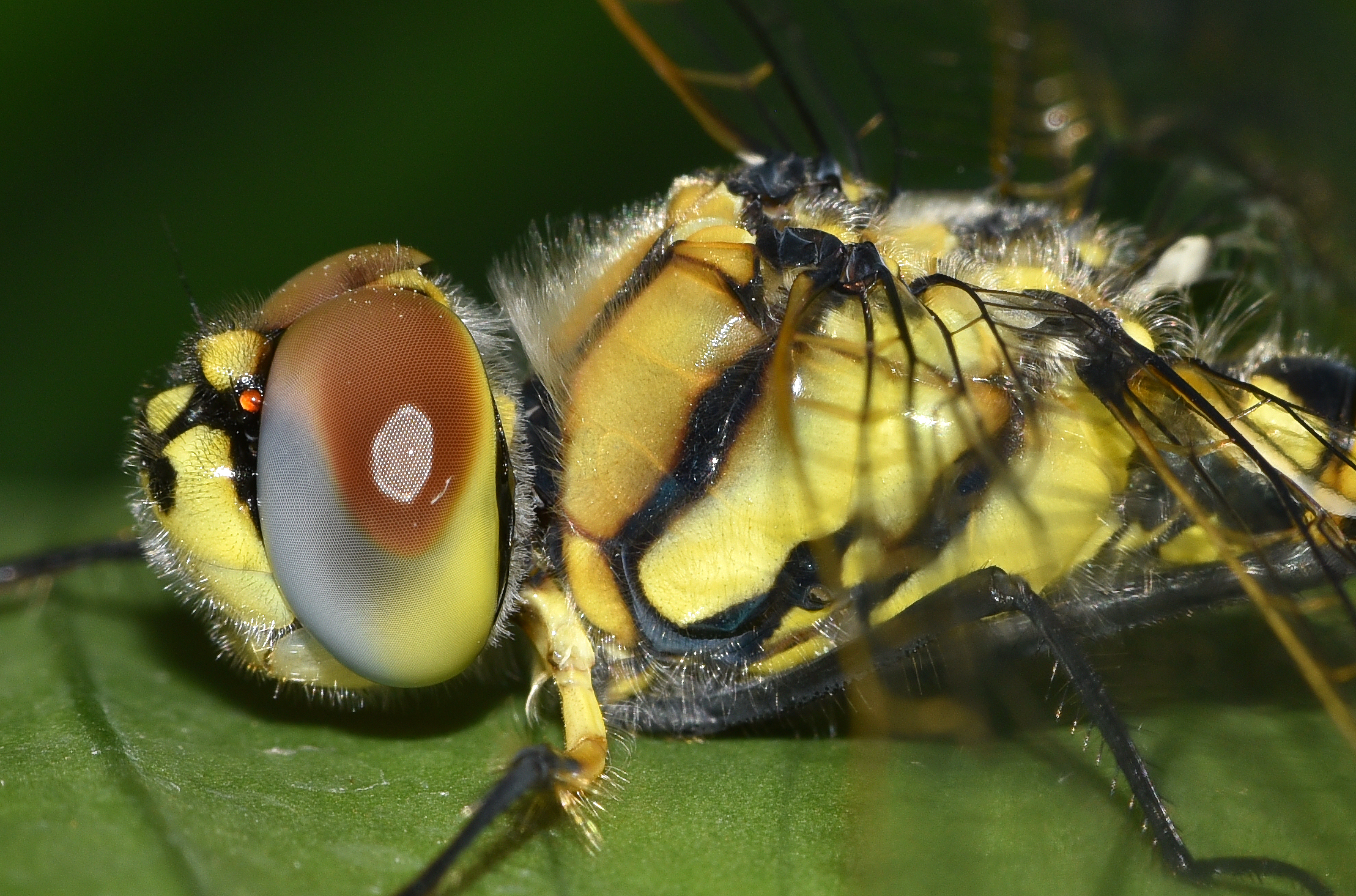
Détail de la tête et du thorax.
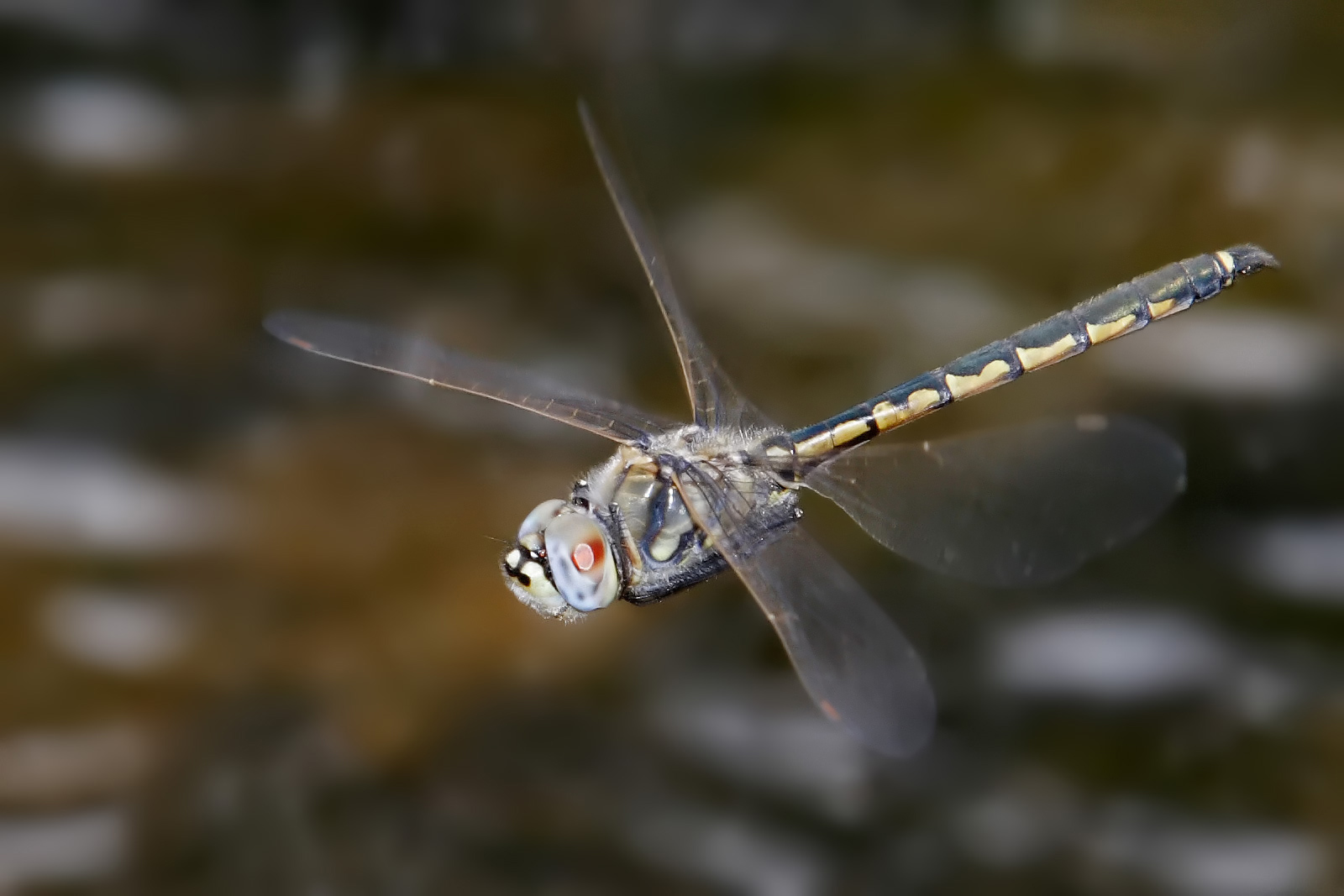
Mâle en vol.
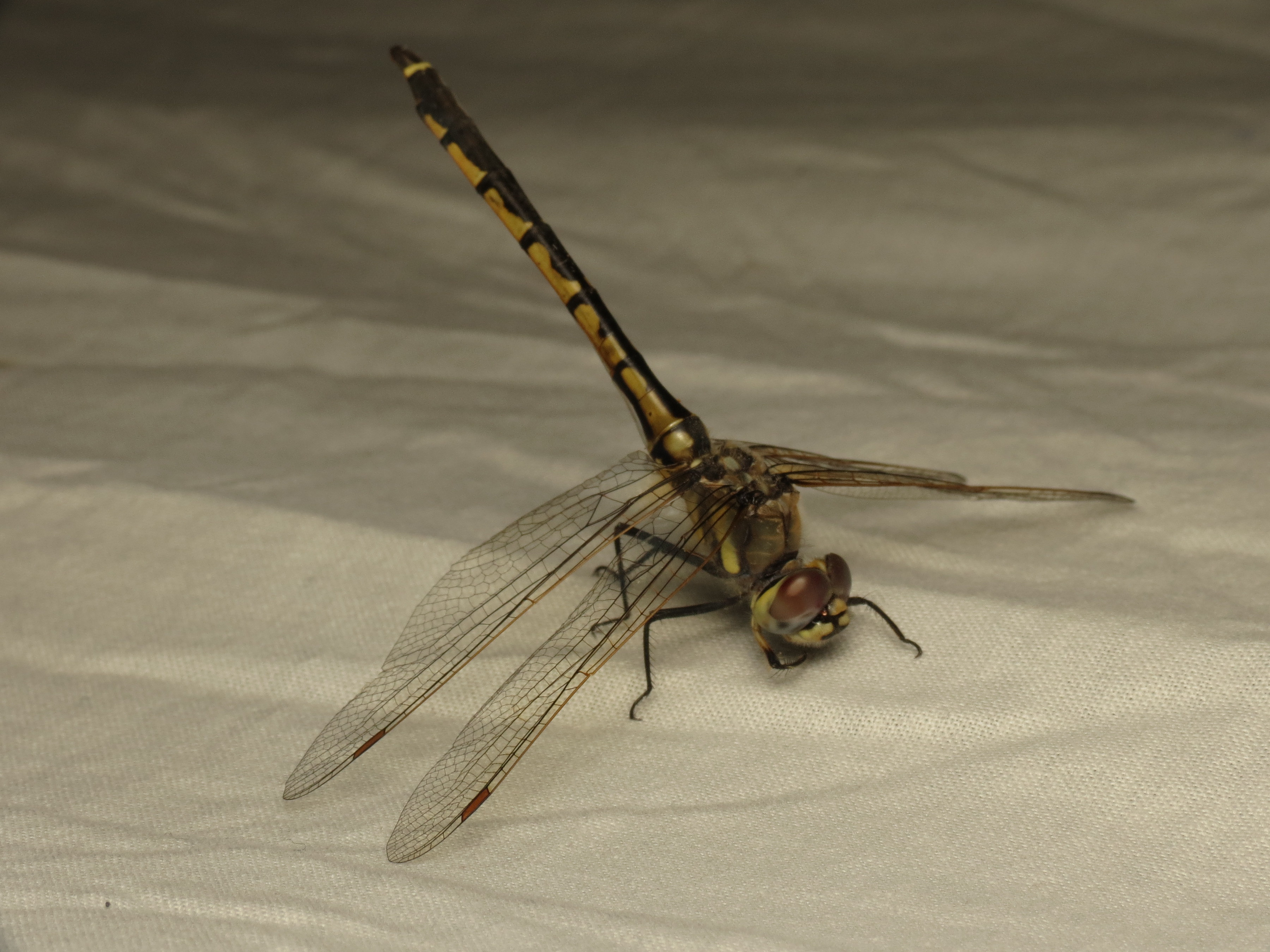
Femelle.
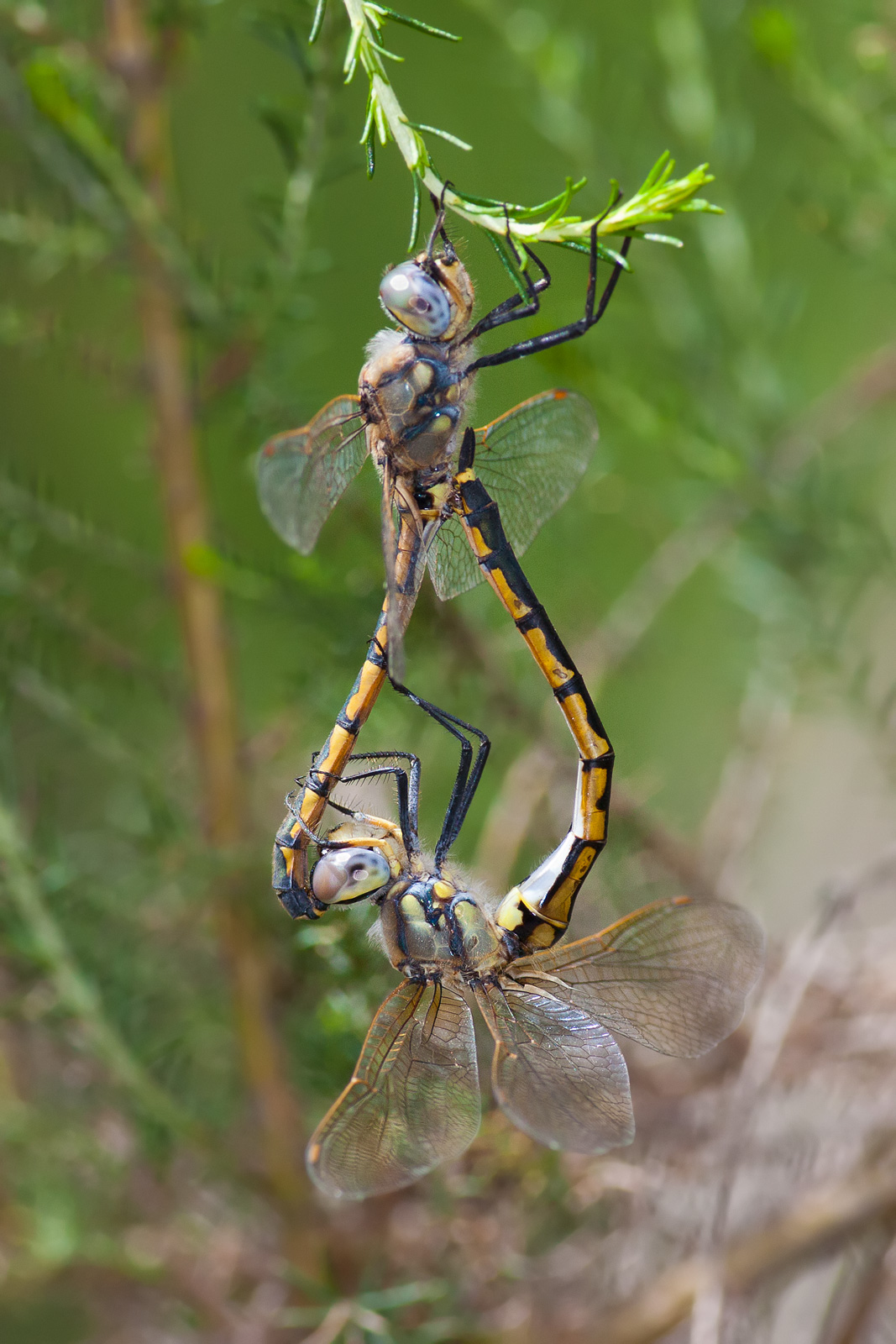
Accouplement.
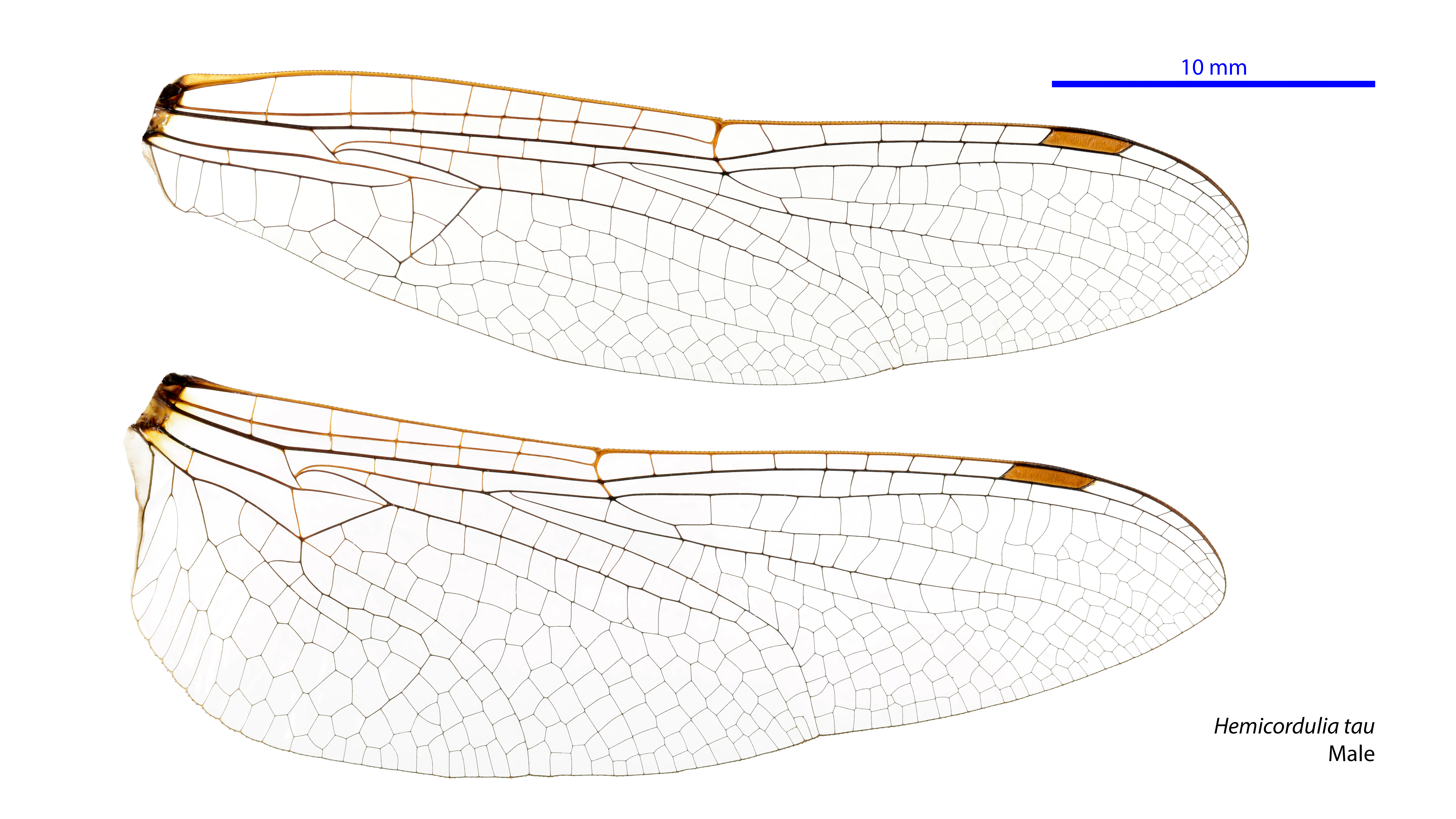
Ailes des mâles
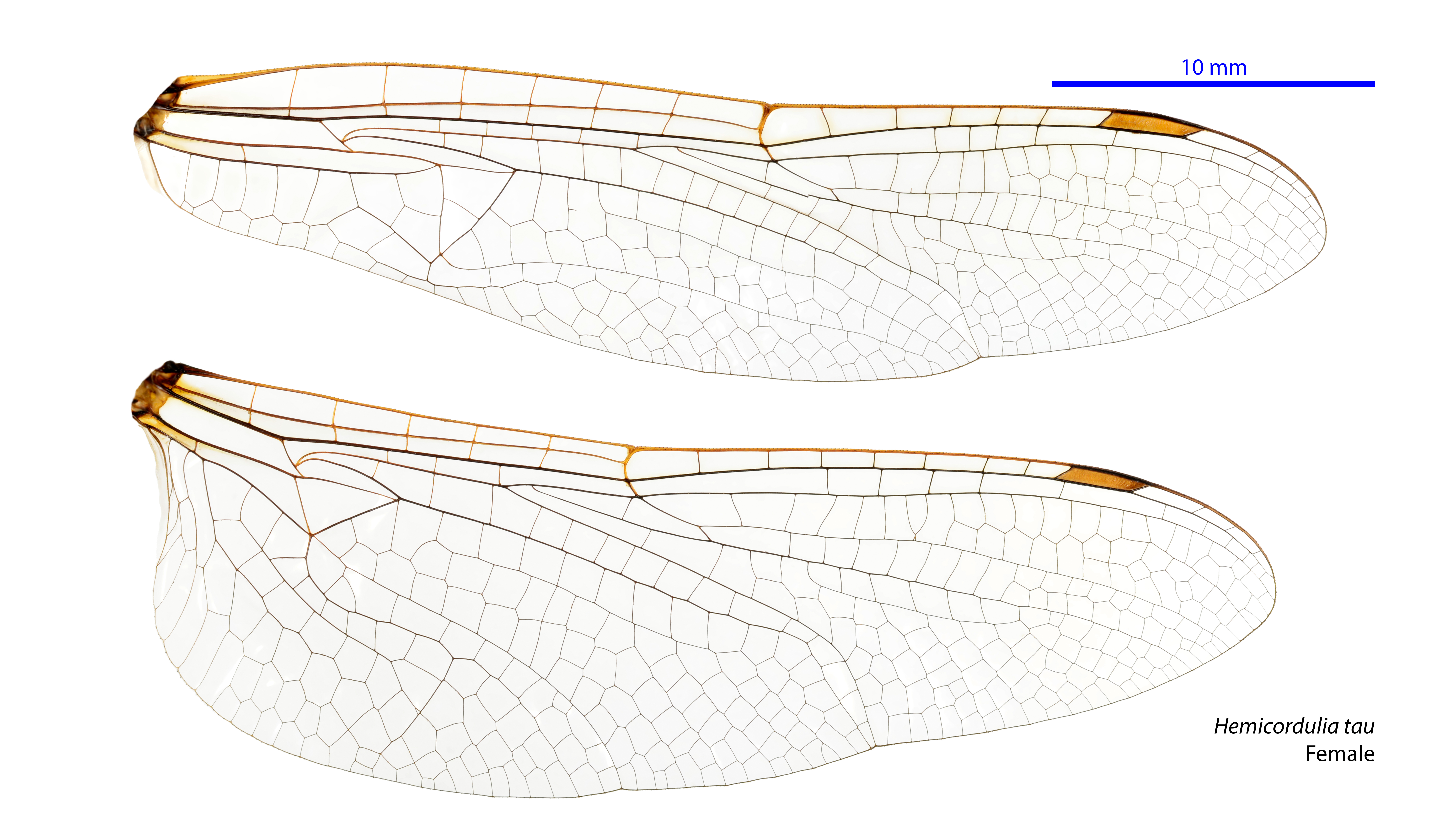
Ailes des femelles.
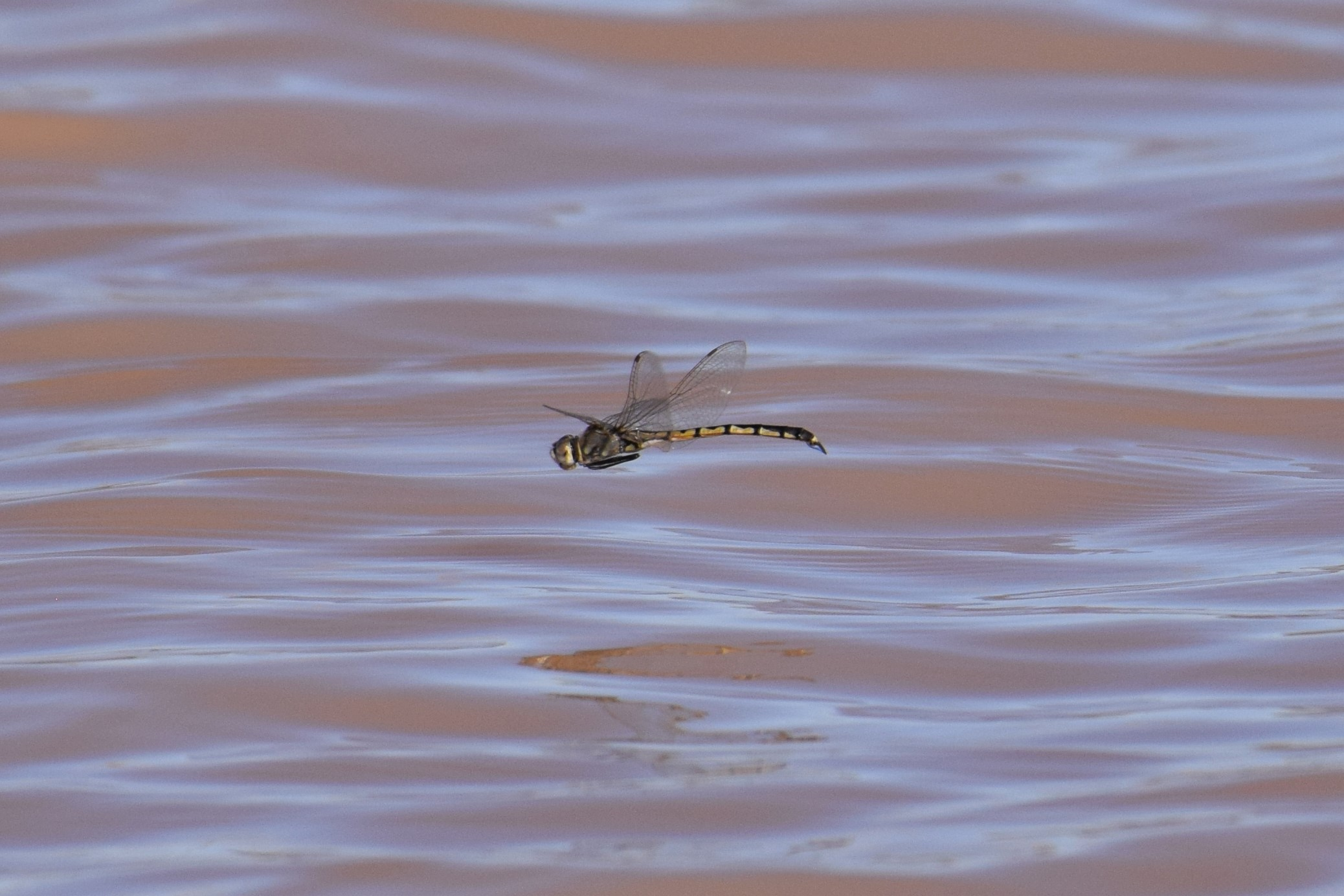
Un spécimen en vol au-dessus du lac Pinaroo (en), en Nouvelle-Galles du Sud.